# Blåskimkilen
Blåskimkilen (norwegisch) ist eine Meerenge an der Westseite der Insel Blåskimen vor der Prinzessin-Martha-Küste des ostantarktischen Königin-Maud-Lands. Sie liegt 13 km nördlich der Insel Nydomen an der Nahtstelle zwischen dem Fimbul- und dem Jelbart-Schelfeis.
Wissenschaftler des Norwegischen Polarinstituts benannten sie 1962 in Anlehnung an die Benennung der benachbarten Insel.